# Weronika Kaleta
Weronika Kaleta (Limanowa, 21 giugno 1999) è una fondista polacca.

## Biografia
Attiva dal gennaio del 2016 e sorella di Karolina, a sua volta fondista, la Kaleta ha esordito in Coppa del Mondo il 12 gennaio 2019 a Dresda in una sprint (49ª), ai Campionati mondiali a Seefeld in Tirol 2019, dove si è classificata 57ª nella 10 km, 46ª nella sprint e 49ª nello skiathlon, e ai Giochi olimpici invernali a Pechino 2022, dove si è piazzata 50ª nella sprint e 14ª nella staffetta; ai Mondiali di Planica 2023 è stata 61ª nella 10 km, 25ª nella sprint e 9ª nella sprint a squadre.

## Palmarès

### Coppa del Mondo
- Miglior piazzamento in classifica generale: 105ª nel 2021